# ペンナ・イン・テヴェリーナ
ペンナ・イン・テヴェリーナ（伊: Penna in Teverina）は、イタリア共和国ウンブリア州テルニ県にある、人口約1,000人の基礎自治体（コムーネ）。

## 地理

### 位置・広がり
テルニ県南東部のコムーネ。

#### 隣接コムーネ
隣接するコムーネは以下の通り。括弧内のVTはヴィテルボ県所属を示す。
- アメーリア
- ジョーヴェ
- オルテ (VT)

### 気候分類・地震分類
ペンナ・イン・テヴェリーナにおけるイタリアの気候分類 (it) および度日は、zona D, 1914 GGである。
また、イタリアの地震リスク階級 (it) では、zona 3 (sismicità bassa) に分類される。